# Crkva sv. Jurja od Raduna
Crkva sv. Jurja od Raduna jedna je od najbolje očuvanih crkava na teritoriju ranosrednjovjekovne Hrvatske. Tehnika gradnje crkve je predromanička. To je jednobrodni tip longitudinalne građevine s kratkom četvrtastom apsidom, čije vanjske zidne plohe gusto raščlanjene plitkim nišama što ih oblikuju tanke lezene koje se od razine tla dižu do pod krov crkve, a uz dekorativnu imaju i statičku namjenu. Longitudinalne jednobrodne crkve, bilo s četvrtastom ili oblom apsidom, najčešći su tip sakralnih objekata. Zidovi su zidani od manjih i nepravilnih lomljenaca povezanih većim količinama žbuke. Sama orijentacija crkve je pravilna. Gotovo se poklapa s osi istok-zapad. Sagrađena je na tada pustom terenu u rubnom istočnom dijelu sela Radun, uz granični potok koji dijeli to srednjovjekovno naselje od susjednog Ostroga u današnjem Kaštel Lukšiću. Položaj na kojemu je podignuta crkva istaknuto je uzvišenje, danas razdijeljeno na tri terase („vlake“), a sama je crkva na najnižoj, južnoj terasi. Oko crkve prostire se srednjovjekovno groblje s većim brojem grobova u kronološkom rasponu od konca 10. i početka 11.st. sve do početka ranog novog vijeka u 16.st. Sama je crkva i sagrađena kao grobljanska, premda je vjerojatno imala i kongregacijsku namjenu. Pisanih je izvora malo i odreda se odnose na vrijeme nakon njezine gradnje. Točna godina završetka nije poznata, pa se u literaturi vrijeme njezina nastanka smješta u okvir od konca 10. do druge polovine 11.st. Osim pitanja namjene crkve ostaju i nadalje neriješena pitanja tko ju je dao sagraditi i tko su bili graditelji. Graditelji crkva u ranom srednjem vijeku u principu su anonimni, pa tako ni za ovu nemamo sačuvani pisani izvor koji bi nam otkrio njihova imena. Ono što je moguće za sada kazati jest to da sve upućuje na grad Trogir kao središte iz kojega su došli ti majstori.

## Vanjske poveznice
|  | Zajednički poslužitelj ima još gradiva o temi Crkva sv. Jurja od Raduna |